# Ral·li de Sierra Morena
El Ral·li de Sierra Morena, és una prova de ral·li que es disputa anualment des de 1978 a Còrdova, Andalusia. El seu primer organitzador va ser l'Escudería Mezquita i s'incorporà al Campionat d'Andalusia de Ral·lis.
De 1980 a 1990 també va ser puntuable pel Campionat d'Espanya de Ral·lis d'Asfalt, sent-ho a més a més pel Campionat d'Europa de Ral·lis a l'edició de 1990. L'any 1991 torna a tan sols ser puntuable pel Campionat d'Andalusia, retornant al CERA al 1994.
Entre 1999 i 2003 no es disputà, retornant l'any 2004 gràcies a l'Escudería Rall Racing, qui n'asumeix l'organització i el retorn de la prova al CERA a partir del 2008, ampliant-se amb la seva també puntualitat pel Super Campionat d'Espanya de Ral·lis. Des de 2012 el seu organitzador és l'Automóvil Club de Córdoba.

## Palamarès
| Any  | Pilot                    | Copilot                | Vehicle                   | Camp.       | Ref.  |
| ---- | ------------------------ | ---------------------- | ------------------------- | ----------- | ----- |
| 1978 | Teo Ibánez               | Juan de Dios Jiménez   | SEAT 124                  |             |       |
| 1979 | José Luis Vilches        | José Muñoz López       | Alpine-Renault A110-1600  |             |       |
| 1980 | Enrique Villar           | Luis Javier Olmedo     | Porsche 911 SC            | CERA        |       |
| 1981 | Jorge de Bagration       | Víctor Sabater         | Lancia Stratos HF         | CERA        |       |
| 1982 | Marc Etchebers           | Mª Christine Etchebers | Porsche 911               | CERA        |       |
| 1983 | Carlos Piñeiro           | Carlos Orozco          | Porsche 911 SC            | CERA        |       |
| 1984 | Antoni Zanini            | Josep Autet            | Ferrari 308 GTB           | CERA        |       |
| 1985 | Salvador Servià          | Jordi Sabater          | Lancia Rally 037          | CERA        |       |
| 1986 | Carlos Sainz             | Antonio Boto           | Renault 5 Maxi Turbo      | CERA        |       |
| 1987 | Borja Moratal            | Alfredo Rodríguez      | Peugeot 205 GTI           | CERA        |       |
| 1988 | Carlos Sainz             | Luís Moya              | Ford Sierra RS Cosworth   | CERA        |       |
| 1989 | Josep Bassas             | Antonio Rodríguez      | BMW M3                    | CERA        |       |
| 1990 | Jesús Puras              | José Arrarte           | Lancia Delta HF Integrale | CERA, ERC   |       |
| 1991 | Francisco Palomo         | M. Santos              | Peugeot 205 GTI           |             |       |
| 1992 | Juan Antonio Tobaruela   | Juan García Cobler     | Peugeot 309 GTI           |             |       |
| 1993 | Rafael Palomares         | José Ramos             | Ford Sierra RS Cosworth   |             |       |
| 1994 | Luis Climent             | José Antonio Muñoz     | Opel Astra GSI 16v        | CERA        |       |
| 1995 | Oriol Gómez              | Marc Martí             | Renault Clio Williams     | CERA        |       |
| 1996 | Borja Moratal            | Alfredo Rodríguez      | Peugeot 306 Maxi          | CERA        |       |
| 1997 | Jaime Azcona             | Julius Billmaier       | Peugeot 306 Maxi          | CERA        |       |
| 1998 | Miguel Ángel Fuster      | José Vicente Medina    | Peugeot 106 Maxi          |             |       |
| 2004 | Rafael Martínez Saco     | Daniel García-Ibarrola | Mitsubishi Lancer Evo VII |             |       |
| 2005 | Rafael Martínez Saco     | Rafael Marchena        | Mitsubishi Lancer Evo VII |             |       |
| 2006 | Juan Ángel Ruiz          | Marcos Rumi            | Subaru Impreza STi N10    |             |       |
| 2007 | Emilio Segura            | Manuel García Espejo   | Peugeot 206 S1600         |             |       |
| 2008 | Enrique García Ojeda     | Jordi Barrabés         | Peugeot 207 S2000         | CERA        |       |
| 2009 | Sergio Vallejo           | Diego Vallejo          | Porsche 997 GT3 RS 3.6    | CERA        |       |
| 2010 | David Pérez              | Alberto Chamorro       | Peugeot 207 S2000         | CERA        |       |
| 2011 | Sergio Vallejo           | Diego Vallejo          | Porsche 997 GT3 RS 3.6    | CERA        | [ 1 ] |
| 2012 | Miguel Ángel Fuster      | Ignacio Aviñó          | Porsche 997 GT3 RS 3.6    | CERA        | [ 2 ] |
| 2013 | Surhayen Pernía          | Juan Luis García       | Mitsubishi Lancer Evo X   | CERA        |       |
| 2014 | Sergio Vallejo           | Diego Vallejo          | Porsche 997 GT3           | CERA        | [ 3 ] |
| 2015 | Miguel Ángel Fuster      | Ignacio Aviñó          | Porsche 997 GT3           | CERA        |       |
| 2016 | Cristian García Martínez | Rebeca Liso            | Mitsubishi Lancer Evo X   | CERA        |       |
| 2017 | Cristian García Martínez | Rebeca Liso            | Ford Fiesta R5            | CERA        |       |
| 2018 | Miguel Ángel Fuster      | Ignacio Aviñó          | Ford Fiesta R5            | CERA        | [ 4 ] |
| 2019 | Pepe López               | Borja Rozada           | Citroën C3 R5             | CERA        | [ 5 ] |
| 2021 | José Antonio Suárez      | Alberto Iglesias       | Škoda Fabia Rally2 evo    | CERA, S-CER | [ 6 ] |
| 2022 | Pepe López               | Borja Rozada           | Hyundai i20 N Rally2      | CERA        | [ 7 ] |
| 2023 | Jan Solans               | Rodrigo Sanjuán        | Škoda Fabia Rally2 evo    | CERA, S-CER | [ 8 ] |
| 2024 | Diego Ruiloba            | Ángel Vela             | Citroën C3 Rally2         | CERA, S-CER | [ 9 ] |